# Gabriele Wieland

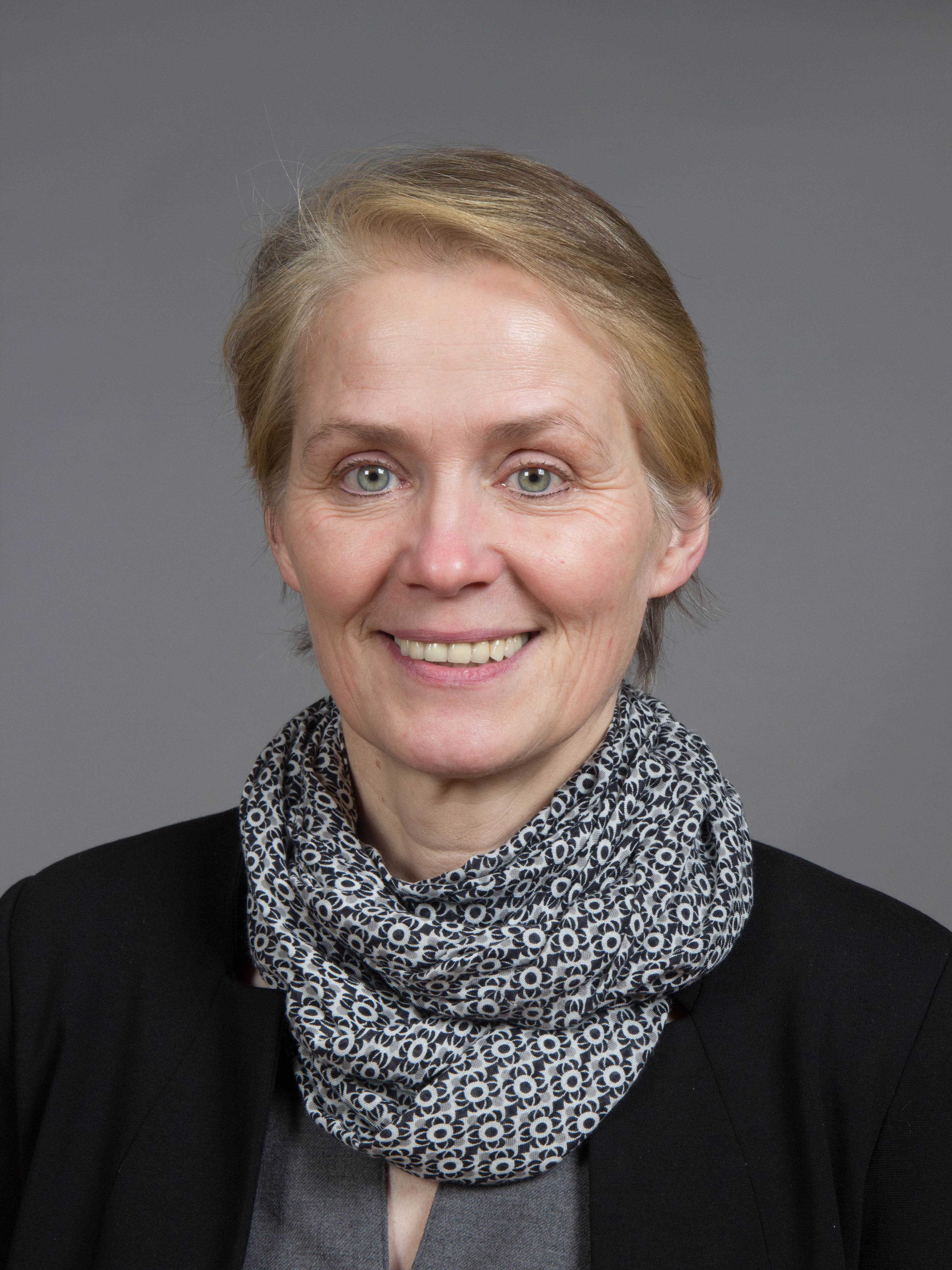
Gabriele Wieland, 2014

Gabriele Wieland (* 26. Oktober 1960 in Weingarten (Württemberg)) ist eine deutsche Politikerin (CDU).

## Leben
Gabriele Wieland ist in Oberschwaben aufgewachsen. Sie studierte Mathematik und Germanistik in Freiburg im Breisgau und Wien. 1986 zog sie nach Montabaur in den Westerwald. Dort war sie bei der Lokalredaktion der Westerwälder Zeitung und der Sparkasse Westerwald-Sieg (als Leiterin der Abteilung Vertriebssteuerung und Kommunikation) tätig. 
Wieland war einige Jahre Vorsitzende des CDU-Stadtverbands Montabaur, Mitglied des dortigen Stadtrats, Mitglied des Kreisvorstandes und Kreisvorsitzende der CDU Westerwald. Sie ist Mitglied im Kreistag des Westerwaldkreises. Seit der Landtagswahl in Rheinland-Pfalz 2011 war sie Mitglied im Landtag von Rheinland-Pfalz. Sie gewann das Direktmandat im Wahlkreis Montabaur, was ihr dann auch bei der Landtagswahl 2016 erfolgreich gelang.
Im Kommunalwahlkampf 2014 kandidierte sie für das Amt der Stadtbürgermeisterin in der Kreisstadt Montabaur. Sie setzte sich mit 52,7 Prozent der Stimmen gegen den gemeinsamen Gegenkandidaten des „Bündnis für die Wende“ aus SPD, Grüne, FWG und BfM durch. Bei der Kommunalwahl 2019 wurde sie mit 73,42 % der Stimmen im Amt bestätigt.
Seit der Landtagswahl 2016 war sie wirtschafts- und verkehrspolitische Sprecherin der CDU im rheinland-pfälzischen Landtag und vertritt ihre Fraktion im „Ausschuss für Wirtschaft und Verkehr“ und im „Ausschuss für Gleichstellung und Frauenförderung“. Im „Ausschuss für Soziales und Arbeit“ sowie im „Haushalts- und Finanzausschuss“ war sie stellvertretendes Mitglied.
Sie war über 20 Jahre Vorsitzendes des Amateurtheaters die oase Montabaur, ist Vorsitzende des Vereins „Gemeinsam ist es möglich“ zur Unterstützung von Menschen mit Behinderungen, Vorstandsmitglied im Bürgerverein Montabaur und dem Förderverein des Institutes für Künstlerische Keramik und Glas.
Am 30. August 2019 wurde Wieland zur hauptamtlichen Beigeordneten des Westerwaldkreises gewählt, dadurch legte sie ihr Mandat im Landtag zum 31. Oktober 2019 nieder. Ihre Nachrückerin ist Jennifer Groß.